# Diagrama de Pourbaix

Diagrama de Pourbaix do ferro.

O diagrama de Pourbaix , também conhecido como diagrama potencial/pH ou diagrama Eh/pH, é uma representação gráfica das possíveis fases de equilíbrio estáveis de uma sistema eletroquímico. As linhas representam as fronteiras entre as áreas de estabilidade das várias espécies iônicas de um determinado elemento, tal como deduzido a partir da equação de Nernst. O diagrama de Pourbaix pode assim ser interpretado como um diagrama de fase comum, contendo entretanto outro tipo de eixos. Tal como os diagramas de fase, não representam taxas de reação ou efeitos cinéticos. Foram inventados pelo químico belga, nascido na Rússia, Marcel Pourbaix (1904–1998).

## Diagrama

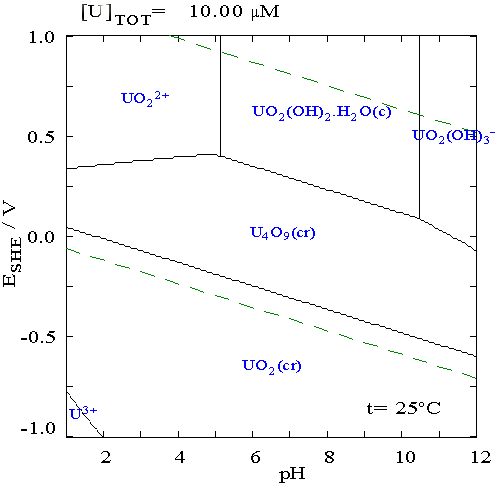
Diagrama de Pourbaix do urânio num meio aquoso não-complexante(ex. ácido perclórico / hidróxido de sódio).

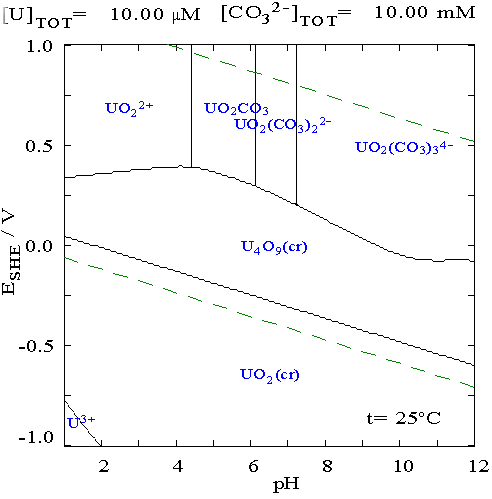
Diagrama de Pourbaix do urânio numa solução de carbonato.

Os diagramas de Pourbaix possuem um eixo vertical rotulado de Eh, representando o potencial, em volt, referenciado ao eletrodo padrão de hidrogênio, tal como calculado a partir da Equação de Nernst, sendo que o h representa o hidrogênio.
{\displaystyle Eh=E^{0}-{\frac {0.0592}{n}}\log {\frac {[C]^{c}[D]^{d}}{[A]^{a}[B]^{b}}}}
O eixo horizontal é rotulado pH, função -log da concentração do íon H+.
{\displaystyle \mathrm {pH} =-\log[H^{+}]}
Em geral os diagramas representam o equilíbrio entre as espécies calculado para o valor unitário de atividade, ou seja na concentração 1M, mas, dependendo do sistema químico em questão, linhas adicionais paralelas podem ser utilizadas para representar outras concentrações, como, por exemplo, 10−3 M or 10−6 M. As alterações nas linhas de equilíbrio, conforme a concentração ou a temperatura, são devidas às alterações deduzidas pela equação de Nernst. Adicionalmente, as interações com outros componentes, tais como a formação de complexos metálicos (ligantes), podem modificar o diagrama. Um exemplo é o efeito dos carbonatos no diagrama do urânio (diagramas à direita).
Embora sejam passíveis de uma aplicação genérica em todos os ramos da química inorgânica e da química analítica, os diagramas de Pourbaix tem tido, até o momento, uma aplicação mais ampla em estudos ligados à geoquímica ou especialmente, à corrosão. Neste contexto, o diagrama de Pourbaix pode ser apresentado de forma simplificada indicando regiões de imunidade, corrosão e passividade, prestando-se assim à compreensão do comportamento de um metal determinado em um ambiente específico. Imunidade significa que o metal não é atacado, enquanto corrosão supõe um ataque generalizado. A passivação ocorre quando o metal forma um recobrimento estável de óxido ou outro sal em sua superfície, sendo um bom exemplo a relativa estabilidade do alumínio protegido pela formação uma superfície de alumina quando exposto ao ar.

Comportamento de um metal segundo o diagrama de Pourbaix – exemplo ilustrativo

## Galeria

Fe–H_{2}O
Cu–H_{2}O
Au–H_{2}O
Al–H_{2}O
Mn–H_{2}O
Zn–H_{2}O–CO_{3}^{2–}
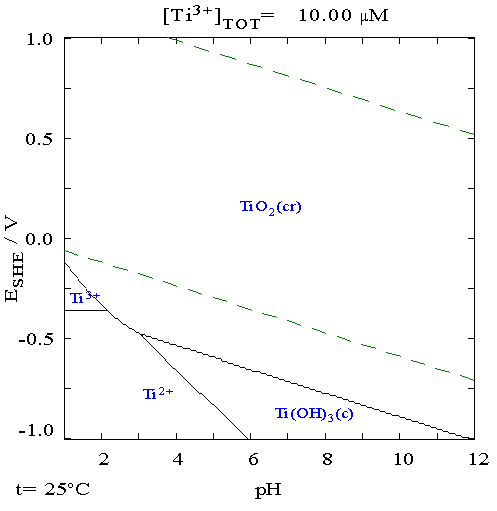
Ti–H_{2}O

- Fe–H2O
- Cu–H2O
- Au–H2O
- Al–H2O
- Mn–H2O
- Zn–H2O–CO32–
- Ti–H2O